# 西川鯉次郎
西川 鯉次郎（にしかわ こいじろう、1921年10月11日 - 1983年8月29日）は、名古屋西川流の日本舞踊家。本名、片山 鉱一。

## 人物
中学時代に二世西川鯉三郎の内弟子になる。50年近く、二世西川鯉三郎の行く場所には常に付き添い、右腕として名古屋西川流舞踊の普及をめざした高弟。1947年（昭和22年）より「名古屋西川流鯉水会」公演を毎年開催した。「大笑い江戸っ子祭」、「南国太平記」などに出演。
妻は日本舞踊家の西川あやめ。長男は日本舞踊家、俳優の西川鯉之亟。二男の片山長次郎は家業の天ぷら店「あやめ」を継ぐ。三男は鳴物奏者の住田長十郎。NHKアナウンサー片山千恵子は孫。